# Jerzy Dąbrowski (duchowny)
Jerzy Dąbrowski (ur. 26 kwietnia 1931 w Liszkowie, zm. 14 lutego 1991) – polski duchowny rzymskokatolicki, biskup pomocniczy gnieźnieński w latach 1982–1991.

## Życiorys
Urodził się 26 kwietnia 1931 w Liszkowie. W czasie II wojny światowej, wysiedlony z rodzinnej miejscowości, kształcił się w niemieckim gimnazjum w Toruniu. Po wojnie kontynuował edukację w Gimnazjum i Liceum Ogólnokształcącym w Wąbrzeźnie, uzyskując świadectwo dojrzałości. W 1949 został przyjęty na studia w Wyższej Szkole Ekonomicznej w Sopocie, które w następnym roku przerwał. Wstąpił do Prymasowskiego Wyższego Seminarium Duchownego w Gnieźnie-Poznaniu, gdzie odbył studia filozoficzno-teologiczne. Święceń prezbiteratu udzielił mu 25 maja 1956 w bazylice archikatedralnej Wniebowzięcia Najświętszej Maryi Panny w Gnieźnie biskup pomocniczy poznański Franciszek Jedwabski. Od 1959 studiował muzykologię w Studium Muzyki Liturgicznej w Aninie. Wykształcenie poszerzał w Instytucie Muzyki Sakralnej przy Papieskim Uniwersytecie Gregoriańskim w Rzymie, gdzie zdobył dyplom na Wydziale Śpiewu Gregoriańskiego, Kompozycji i Organów Liturgicznych, a w 1970 otrzymał doktorat.
Po święceniach pomagał w pracy duszpasterskiej w parafii św. Mikołaja w Korytach. Od grudnia 1956 pracował jako wikariusz w parafii Zwiastowania Najświętszej Maryi Panny w Inowrocławiu (gdzie był również prefektem szkół podstawowych) i w parafii Matki Boskiej Nieustającej Pomocy w Bydgoszczy. Był duszpasterzem w Zakładzie dla Ociemniałych w Laskach i duszpasterzem akademickim przy kościele św. Anny w Warszawie. W 1973 został współpracownikiem Sekretariatu Episkopatu Polski, od 1977 pełnił tam funkcję referenta. W 1979 zatrudniony w Sekretariacie Prymasa Polski, odpowiadał za duszpasterstwo Polonii i kontakty z episkopatami innych państw. W archidiecezji gnieźnieńskiej zasiadał w komisji liturgicznej i był deputatem ds. karności i wychowania w seminarium duchownym. W 1978 został obdarzony godnością kapelana honorowego Jego Świątobliwości. Prowadził zajęcia na Sekcji Muzyki Kościelnej przy Wydziale Teologicznym Akademii Teologii Katolickiej w Warszawie.
20 lutego 1982 został mianowany biskupem pomocniczym archidiecezji gnieźnieńskiej ze stolicą tytularną Tamascani. Święcenia biskupie otrzymał 25 marca 1982 w bazylice prymasowskiej Wniebowzięcia Najświętszej Maryi Panny w Gnieźnie. Udzielił mu ich Józef Glemp, arcybiskup metropolita gnieźnieński i warszawski, w asyście Jana Michalskiego, biskupa pomocniczego gnieźnieńskiego, i Kazimierza Romaniuka, biskupa pomocniczego warszawskiego. Jako dewizę biskupią przyjął słowa „Gratia et fidelitas” (Łaska i wierność). W latach 1982–1991 sprawował urząd wikariusza generalnego archidiecezji gnieźnieńskiej. Rezydował jednak w Warszawie, gdzie pełnił funkcję zastępcy sekretarza generalnego Konferencji Episkopatu Polski. Był przewodniczącym Podkomisji Episkopatu Polski ds. Muzyki Kościelnej. Od 1989 kierował Zespołem Pomocy Kościelnej dla Katolików w ZSRR. Działał w duszpasterstwie, szczególnie, środowisk twórczych, dyplomatów i katolików na Wschodzie.
Został zarejestrowany przez Służbę Bezpieczeństwa jako tajny współpracownik o pseudonimie „Ignacy” i przez lata utrzymywał poufne kontakty z jej funkcjonariuszami, dostarczając wielu cennych informacji. Przekazał m.in. materiały z Soboru Watykańskiego II. Z własnej woli zobowiązał się dostarczać protokoły z posiedzeń episkopatu Polski i przekazał informacje prawie ze wszystkich zebrań. Za współpracę z SB pobierał wynagrodzenie, np. w 1965 za przekazane informacje otrzymał 70 tysięcy lirów.
Zginął 14 lutego 1991 w wypadku samochodowym. 18 lutego 1991 został pochowany na cmentarzu św. Piotra i Pawła w Gnieźnie. W 2012 jego szczątki ekshumowano i przeniesiono do krypty biskupów pomocniczych gnieźnieńskich w kościele św. Piotra i Pawła w Gnieźnie, położonego na terenie tego cmentarza.